# سونيا مورغان
سونيا مورغان (بالإنجليزية: Sonja Morgan) هي ممثلة أمريكية، ولدت في 25 نوفمبر 1963 في ألباني في الولايات المتحدة.

## وصلات خارجية
- سونيا مورغان على موقع IMDb (الإنجليزية)
- سونيا مورغان على موقع ألو سيني (الفرنسية)
- سونيا مورغان على موقع كينوبويسك (الروسية)